# Akira Takeuchi (piłkarz)
Akira Takeuchi (jap. 竹内 彬 Takeuchi Akira; ur. 18 czerwca 1983) – japoński piłkarz występujący na pozycji obrońcy. Obecnie występuje w Oita Trinita.

## Kariera klubowa
Od 2006 roku występował w klubach Nagoya Grampus, JEF United Chiba i Oita Trinita.